# Lyten
Lyten ist ein US-amerikanisches Start-up-Unternehmen. Die Gesellschaft wurde 2015 gegründet und hat ihren Sitz San José in Kalifornien. Das Unternehmen entwickelt und produziert Akkumulatoren auf Lithium-Schwefel-Basis sowie weitere innovative Erzeugnisse.

## Anfänge
Gründer des Unternehmens sind William Wraith III, Dan Cook, Lars Herlitz und Scott Mobley. Anfangs stellte das Unternehmen Carbon-Polamid-Graphene mit der Bezeichnung „Lyten 3D Graphene“ her, die beispielsweise beim 3D-Druck Anwendung finden. Nach eigenen Aussagen hat das Produkt Vorteile gegenüber ähnlichen Erzeugnissen unter anderem in Bezug auf Verarbeitungsgeschwindigkeit, Qualität und Stärke. 2017 wurde der erste Lithium-Schwefel-Akkumulator hergestellt. 2019 wurde die Produktpalette um eigenentwickelte Gassensoren ergänzt.

## Akkumulatoren
Akkumulatoren auf Basis von Lithium und Schwefel haben nach Aussagen des Unternehmens mehrere Vorteile gegenüber gebräuchlichen Lithium-Ionen-Akkumulatoren:
- ein um mindestens 50 % geringeres Gewicht,
- die Verfügbarkeit der wesentlichen Rohstoffe ist unkritisch,
- Schwefel ist ein kostengünstiger Rohstoff,
- hohe Energiedichte,

Zur Finanzierung der Produktentwicklung hat Lyten bisher über 625 Mio. US-$ erhalten. Geldgeber sind vor allem der Automobilhersteller Stellantis, das Logistikunternehmen FedEx und die US-Regierung. Wegen der Gewichtsvorteile werden die Batterien in Drohnen des US-Militärs eingesetzt. 2024 verkündete das Unternehmen Pläne, in Reno, Nevada, eine Gigafabrik zur Herstellung von Lithium-Schwefel-Batterien herzustellen.
Ende 2024 erwarb Lyten die Northvolt-Tochtergesellschaft Cuberg in Kalifornien. Im Juli 2025 unterzeichnete Lyten Verträge, um von dem in Insolvenz befindlichen Unternehmen Northvolt die wesentlichen, noch verbliebenen Vermögenswerte zu kaufen. Dazu zählen die Standorte Gdańsk, Skellefteå, Västerås, Heide und Montreal sowie das geistige Eigentum. Lyten beabsichtigt, die Produktion an den Standorten wieder aufzunehmen sowie die Arbeiten an den Baustellen fortzuführen.